# Charles Manley
Charles Manley (* 25. September 1830 in Irland; † 26. Februar 1916 in Los Angeles) war ein irischer Schauspieler, der vor allem durch seine Rolle als Onkel Josh bekannt wurde.

## Leben
Charles Manley wurde am 25. September 1830 in Irland geboren. Er arbeitete später im Ford’s Theatre und erlebte das Attentat auf den amerikanischen Präsidenten Abraham Lincoln vermutlich direkt von der Bühne aus mit, da er an diesem Abend spielte.
Seit dem Jahr 1900 arbeitete er auch für den Film. Zusammen mit Edwin S. Porter drehte er den Film Uncle Josh in a Spooky Hotel für die Edison Manufacturing Company ab.
Mit der Figur von Onkel Josh wurde er die erste richtige Franchise-Figur der Filmgeschichte. Auch in den beiden Fortsetzungen, 1900  Uncle Josh's Nightmare und 1902 Uncle Josh at the Moving Picture Show war er der Hauptdarsteller.
Ab dem Jahr 1912 wurde er häufig als Großvater und alter Mann für Filme wie Their One Day's Work (1912) und The Golden Rod (1912) eingesetzt.
1913 wurde er vom Verein The Photoplayers zum Ehrenmitglied auf Lebenszeit gewählt. Manley war verheiratet.

## Filmografie
- 1900: Uncle Josh in a Spooky Hotel
- 1900: Uncle Josh’s Nightmare
- 1902: Uncle Josh at the Moving Picture Show
- 1912: Their One Day's Work
- 1912: A Good Day's Work
- 1912: Baby Sherlock
- 1912: Dora
- 1912: The Golden Rod
- 1913: The Calling of Louis Mona
- 1913: The Sleeping Beauty
- 1914: The Lass o' Killikrankie
- 1914: The Master Key
- 1914: A Night of Thrills
- 1915: The Sin of Olga Brandt
- 1915: The Golden Wedding
- 1915: Learning to Be a Father
- 1915: The Source of Happiness
- 1915: His Last Word
- 1915: Marianna[9]
- 1915: The Fair God of Sun Island
- 1916: The Cry of Erin
- 1916: Brennon o' the Moor
- 1917: Her Wayward Parents